# Monsonia attenuata
Monsonia attenuata är en näveväxtart som beskrevs av William Henry Harvey och Sond.. Monsonia attenuata ingår i släktet hottentottnävor, och familjen näveväxter. Inga underarter finns listade i Catalogue of Life.